# Cycloderma
Cycloderma é um género de tartaruga da família Trionychidae.
Este género contém as seguintes espécies:
- Cycloderma aubryi (A.H.A. Duméril, 1856)
- Cycloderma frenatum W. Peters, 1854